# El Faustino
El Faustino är en ort i Mexiko.   Den ligger i kommunen Balancán och delstaten Tabasco, i den sydöstra delen av landet, 800 km öster om huvudstaden Mexico City. El Faustino ligger 22 meter över havet och antalet invånare är 111.
Terrängen runt El Faustino är mycket platt. Runt El Faustino är det glesbefolkat, med 20 invånare per kvadratkilometer. Närmaste större samhälle är Balancán de Domínguez, 16,0 km söder om El Faustino. Omgivningarna runt El Faustino är en mosaik av jordbruksmark och naturlig växtlighet.